# Stéphane Cali
Pour les articles homonymes, voir Cali (homonymie).
Stéphane Cali  (né le 26 avril 1972 à Paris) est un athlète français spécialiste du 100 mètres.

## Carrière
Débutant l'athlétisme à l'âge de treize ans au club de Pertuis, puis à l'ASPTT d'Aix-en-Provence, Stéphane Cali s'illustre rapidement dans les épreuves de sprint en remportant plusieurs titres régionaux en catégorie junior. Il rejoint le club de l'US Créteil en 1991 et intègre le groupe d'entrainement de Jacques Piasenta. Il fait ses débuts sur la scène internationale à l'occasion des Championnats d'Europe juniors 1991 de Thessalonique où il termine septième du 100 mètres et troisième du relais 4 × 100 mètres. Il remporte le titre du 100 m des championnats de France espoirs en 1992 et 1993. Il s'adjuge son premier titre de Champion de France « élite » en 1997 en s'imposant à Fort-de-France dans le temps de 10 s 26. Le 24 août 1997, le sprinteur français établit la meilleure performance de sa carrière sur 100 m en réalisant 10 s 15 lors du meeting de La Chaux-de-Fonds. 
En début de saison 1998, Stéphane Cali améliore les records de France du 50 mètres et 60 mètres en salle en réalisant successivement 5 s 65 et 6 s 53 lors de la réunion d'Eaubonne. Une semaine plus tard, il remporte la médaille de bronze du 60 mètres lors des Championnats d'Europe en salle de Valence avec le temps de 6 s 60, terminant derrière le Grec Ángelos Pavlakákis et le Britannique Jason Gardener. Vainqueur de son deuxième titre national à Dijon en 10 s 18, il remporte le 100 mètres de la Coupe d'Europe 1998. Handicapé par de nombreuses blessures, il est privé de Jeux olympiques en 2000 et des Championnats du monde 2001.

## Palmarès
| Date | Compétition                    | Lieu    | Place | Épreuve |
| ---- | ------------------------------ | ------- | ----- | ------- |
| 1998 | Championnats d'Europe en salle | Valence | 3e    | 60 m    |

- Champion de France du 100 m en 1997 et 1998
- Champion de France en salle du 60 m en 1996, 1997, 2000 et 2001

## Records personnels
- 50 m : 5 s 65 (1998), record de France.
- 60 m : 6 s 53 (1998)
- 100 m : 10 s 15 (1997)